# Trophée des Grimpeurs 2002
Il Trophée des Grimpeurs 2002, settantaseiesima edizione della corsa e valida come evento del circuito UCI categoria 1.3, si svolse il 1º maggio 2002 su un percorso di 137.1 km. Fu vinto dal francese Sylvain Chavanel che terminò la gara in 3h13'41", alla media di 42,471 km/h.
Al traguardo 31 ciclisti portarono a termine il percorso.

## Ordine d'arrivo (Top 10)
| Pos. | Corridore           | Squadra         | Tempo    |
| ---- | ------------------- | --------------- | -------- |
| 1    | Sylvain Chavanel    | Bonjour         | 3h13'41" |
| 2    | Laurent Paumier     | Saint-Quentin   | a 44"    |
| 3    | Franck Bouyer       | Bonjour         | a 1'30"  |
| 4    | Patrice Halgand     | Jean Delatour   | a 1'32"  |
| 5    | Pierre Bourquenoud  | Saint-Quentin   | a 1'40"  |
| 6    | Sébastien Demarbaix | AG2R Prév.      | a 1'48"  |
| 7    | Janek Tombak        | Cofidis         | a 1'51"  |
| 8    | Walter Bénéteau     | Bonjour         | a 1'53"  |
| 9    | Jérôme Pineau       | Bonjour         | s.t.     |
| 10   | Sandy Casar         | Franç. des Jeux | s.t.     |